# Unka (samhälle)
Unka är ett samhälle i Bosnien och Hercegovina.   Det ligger i entiteten Republika Srpska, i den norra delen av landet, 140 km norr om huvudstaden Sarajevo. Unka ligger 98 meter över havet och antalet invånare är 143.
Terrängen runt Unka är huvudsakligen platt, men åt sydost är den kuperad. Närmaste större samhälle är Derventa, 14,0 km sydväst om Unka. 
Omgivningarna runt Unka är en mosaik av jordbruksmark och naturlig växtlighet. Runt Unka är det ganska tätbefolkat, med 67 invånare per kvadratkilometer.